# Télémaque (Schiff)

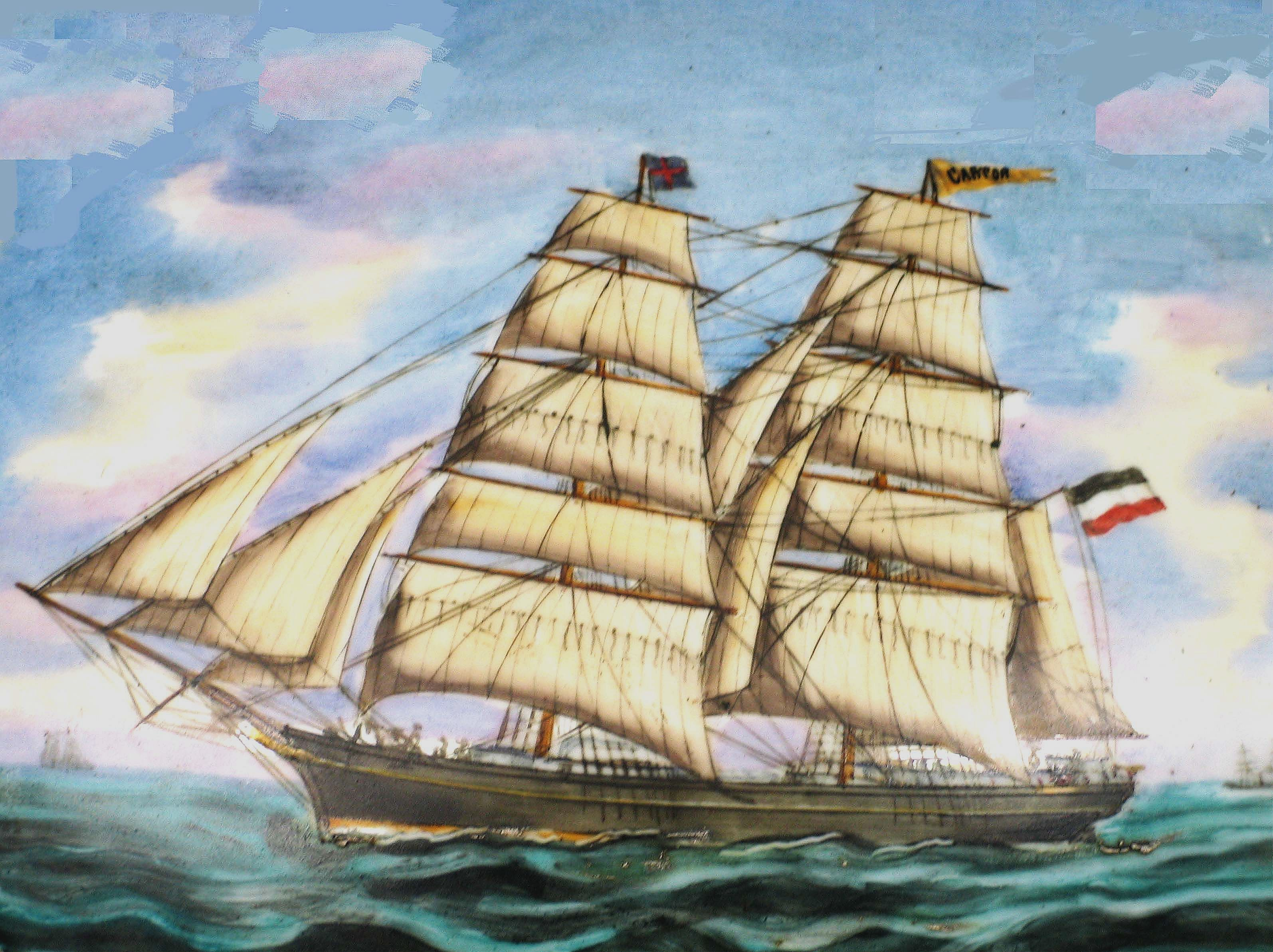
Die Brigg Castor aus dem Jahr 1877 als Beispiel für eine Brigg.

Die Télémaque war ein französisches Schiff aus dem 18. Jahrhundert, das aufgrund seiner tragischen Strandung und den anschließenden langwierigen Bergungsversuchen bekannt wurde. Das Schiff strandete 1790 in der Nähe von Quillebeuf an der Mündung der Seine und wurde Gegenstand zahlreicher Versuche, es zu bergen und möglicherweise verborgene Schätze zu heben.

## Geschichte
Am 1. Januar 1790 stach die Brigg Télémaque gemeinsam mit einer Goelette von Rouen aus in See. Zielhafen war Brest, wo die Télémaque umfangreiche Umbauten erfahren sollte, darunter das Kalfatern und Verlängern des Rumpfes. Nach Abschluss dieser Arbeiten war geplant, das Schiff in Quintanadoine umzubenennen. Bereits zu Beginn der Reise zirkulierten Gerüchte, dass eines oder beide Schiffe wertvolle Fracht an Bord hätte, die möglicherweise Angehörigen der königlichen Familie oder adligen sowie geistlichen Emigranten gehöre. Im Zuge der Französischen Revolution (1789 bis 1799) wurden viele Adlige und Mitglieder des Klerus zu Zielen revolutionärer Aggression und politischer Säuberungen. Viele von ihnen entschieden sich oder sahen sich gezwungen, Frankreich zu verlassen. Sie versuchten oft, einen Teil ihres Vermögens zu retten, indem sie Wertgegenstände ins Ausland schmuggelten. Schiffe, die von französischen Häfen ausliefen, wurden daher häufig verdächtigt, solche Vermögenswerte zu transportieren. Diese Situation führte zu einem Klima des Misstrauens und der Spekulation.
Aufgrund dieser Gerüchte ordneten die Behörden in Rouen die Anhaltung und Durchsuchung beider Schiffe an. Während die Goelette auf der Seine gestoppt und durchsucht wurde, wobei man tatsächlich Silbergegenstände der königlichen Familie auffand, entkam die Télémaque zunächst der Verfolgung. Allerdings strandete die Brigg am 3. Januar an der Flutbarre der Seine, einem Gebiet, das für seine gefährlichen Strömungen und die ständig wechselnden Sandbänke berüchtigt ist. Die starken gezeitenbedingten Strömungen, die bei Flut den Flusslauf der Seine aufstauen und bei Ebbe abrupt ins Meer drücken, komplizieren die Navigation und führten in dieser Region häufig zu Schiffsunglücken. Die Télémaque verunglückte nur etwa 100 Meter entfernt vom Hafen Quillebeuf, einem Standort, der erheblichen Schwankungen durch die Gezeiten unterliegt. Kurze Zeit nach der Strandung war das Schiff fast vollständig von Treibsand bedeckt.

## Bergungsversuche

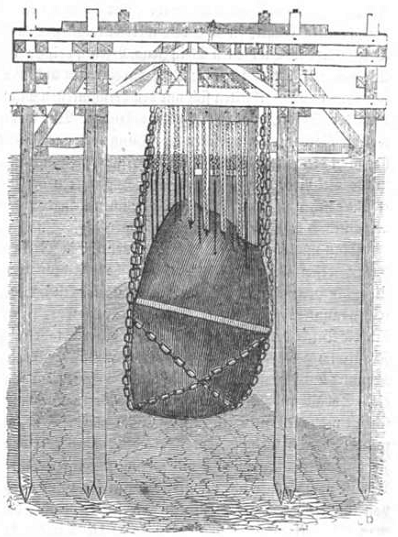
Abbildung in der Illustrirten Zeitung aus dem Jahr 1843: Die Hebung der Télémaque.

Aufgrund des Gerüchtes, dass die Télémaque wertvolle Fracht geladen haben könnte, wurden mehrfach Bergungsversuche unternommen. Kurze Zeit nach dem Bekanntwerden des Unglücks wurde von der französischen Regierung eine Bergung des Schiffes initiiert. Trotz der Entsendung von 300 Mann unter der Leitung eines Oberingenieurs aus Cherbourg blieben diese Anstrengungen erfolglos. Im August 1837 erhielt ein Unternehmer namens Magny durch einen Vertrag das Recht, sich drei Jahre lang an der Bergung zu versuchen. Trotz erheblicher finanzieller Investitionen (65,000 Franc) und einer Verlängerung der Bergungsrechte um weitere drei Jahre musste Magny seine Bemühungen aufgeben. 1841 versuchte ein weiterer Investor, David, sein Glück, konnte jedoch keine wesentlichen Fortschritte erzielen.
Im Jahr 1842 initiierte Taylor eine innovative Methode zur Bergung der Télémaque. Er gründete eine Aktiengesellschaft mit einem Kapital von 200,000 Franc und entwickelte ein System, das um das Wrack herum große Pfähle einschlug und darauf ein Gerüst errichtete. Ketten und eiserne Stangen wurden um den Schiffsrumpf gelegt und an einer beweglichen mechanischen Brücke befestigt, um das Wrack bei Flut zu heben. Diese Technik zeigte kurzfristigen Erfolg, musste jedoch aufgrund schlechter Witterungsbedingungen und finanzieller Engpässe eingestellt werden. Taylor floh und hinterließ eine Schuldenlast von 28.000 Franc sowie für mehrere Monate unbezahlte Arbeiter. Nach seiner Flucht nach London, fand Tayler dort neue Geldmittel und plante, seine Arbeiten im Sommer des Jahres 1843 wieder aufzunehmen. Hierzu gab er bekannt, dass er die bisherige Bergungsmethode aufgeben und stattdessen eine englische Taucherglocke verwenden wolle, um direkt an den Inhalt des Wracks zu gelangen. Es ist jedoch bislang nicht bekannt, ob durch Tayler ein neuer Bergungsversuch erfolgte.
Im Jahr 1902 erhielt ein Zivilingenieur namens M. Bouaud eine Lizenz zur Bergung der Überreste des Télémaque, jedoch führten seine Pläne zu keinem greifbaren Ergebnis. Im Jahr 1927 versuchte Henri-Robert Vallée, ein Bergbaudirektor, Taucher einzusetzen, um das Flussbett der Seine bei Quillebeuf zu erkunden und die möglichen Wege zu kartieren, die der Schatz durch starke Strömungen genommen haben könnte. Diese Bemühungen wurden jedoch durch die französische Verwaltung verhindert und der Tauchversuch wurde aufgegeben.
1938 gab es einen neuen Impuls zur Bergung des Schiffs, als neue technische Möglichkeiten das Interesse an der Schatzsuche wiederbelebten. Ein Pariser Unternehmer namens André Crestois gewann eine Ausschreibung und beschäftigte den Ingenieur Theodore Laffite mit der Bergung. Sie begannen ihre Arbeit im Februar 1939 und es dauerte sechs Monate, um das Wrack zu lokalisieren, das durch Baumstämme und Ölfässer innerhalb seines Rumpfes identifiziert wurde. Taucher brachten schließlich mehr Objekte an die Oberfläche als jemals zuvor, darunter Bronzekronleuchter, Schlösser, eine Glocke und Tischbeine mit Uhrwerk. Trotz dieser Funde war der wirkliche Erfolg begrenzt, und die Arbeiten wurden unterbrochen, als der Zweite Weltkrieg ausbrach.
Nach dem Krieg, im Jahr 1952, erhielt Theodore Laffite eine neue Genehmigung, die ihm 90 Prozent der möglichen Schätze zusicherte, sollte die Bergung erfolgreich sein. Leider fand er nicht die nötige finanzielle Unterstützung.

## Vermutung des Wracks unter Land
1984 wurde das Interesse von einem niederländischen Marineoffizier im Ruhestand, Willem Verloop, wiederbelebt, der behauptete, das Wrack liege nicht unter Wasser, sondern unter 10 Metern Neuland, das sich durch den Schlamm der Seine gebildet hatte. Er lokalisierte das Wrack theoretisch unter einem Fußballfeld in Quillebeuf, doch ein Eingreifen fand nicht statt, da jeder gefundene Schatz rechtlich dem Staat oder den Nachkommen der ursprünglichen Besitzer zustehen würde. Die dynamischen gezeitenbedingten Strömungen der Seine tragen wesentlich zu den historischen Veränderungen in ihrer Flussmündung bei und könnten erklären, warum das Wrack der Télémaque entsprechend der Annahme von Willem Verloop theoretisch unter einem Fußballfeld in Quillebeuf liegen könnte. Das Schiff sank in einer Region, die stark von den Gezeiten des Ärmelkanals beeinflusst wird. Die Seine erlebt durch ihre Verbindung zum Ärmelkanal signifikante gezeitenbedingte Wasserstandsschwankungen, die zu starken Strömungen führen. Bei Flut wird das Wasser des Ärmelkanals in den Fluss gepresst, wodurch der Wasserstand im Fluss steigt und die Strömung flussaufwärts gerichtet ist. Diese aufgestaute Strömung kann erhebliche Mengen an Sedimenten und Schwebstoffen mit sich führen, die aus dem Meer und den unteren Flussabschnitten stammen. Bei Ebbe kehrt sich dieser Prozess um, und das Wasser strömt mit den mitgeführten Sedimenten kräftig ins Meer zurück. Diese zyklischen und kräftigen Bewegungen des Wassers tragen dazu bei, dass Sedimente entlang der Flussmündung umgelagert werden. Solche Umlagerungsprozesse können dazu führen, dass Objekte am Flussboden, einschließlich Schiffswracks wie das der Télémaque, im Laufe der Zeit von Sedimentschichten bedeckt werden. Über mehr als zwei Jahrhunderte können diese Sedimentablagerungen das Wrack tiefer in das Flussbett eingebettet haben. Darüber hinaus können die gezeitenbedingten Strömungen auch dazu führen, dass das Flussbett selbst seine Form und Tiefe verändert. Die erosive Kraft des Wassers bei Ebbe, kombiniert mit dem Sedimenttransport bei Flut, kann neue Sedimentablagerungsbereiche schaffen und bestehende verlagern. Dieser stetige Prozess von Erosion und Sedimentation kann dramatisch die Landschaft umformen, einschließlich des Gebiets, in dem die Télémaque ursprünglich sank.